# Лустун (річка)
Лустун — річка в Україні, у Путильському районі Чернівецької області, права притока Путилки (басейн Дунаю).

## Опис
Довжина річки приблизно 5 км. Формується з багатьох безіменних струмків.

## Розташування
Бере початок на південно-східній околиці села Лускун. Тече переважно на північний захід і на північній окрлиці села Плоска впадає у річку Путилку, праву притоку Черемошу.